# 900
| [ Edytuj tabelę ]          |                                                |
| Król Anglii                | - 899 Edward Starszy 924                       |
| Hrabia Aragonii            | - 893 Galindo II 922                           |
| Król Armenii               | - 890 Symbat I Męczennik 913                   |
| Hrabia Barcelony           | - 897 Wilfred Borrell II 911                   |
| Książę Bawarii             | - 889 Luitpold 907                             |
| Książę Burgundii           | - 880 Ryszard I Prawodawca 921                 |
| Cesarz Bizancjum           | - 886 Leon VI Filozof 912 - 886 Aleksander 913 |
| Chan Bułgarii              | - 893 Symeon I 913                             |
| Cesarz Chin                | - 888 Tang Zhaozong 904                        |
| Książę Czech               | - 895 Spitygniew I 915                         |
| Władca Egiptu              | - 896 Harun Ibn Chumarawajh 904                |
| Król Franków wschodnich    | - 900 Ludwik IV Dziecię 911                    |
| Król Franków zachodnich    | - 893 Karol III Prostak 922                    |
| Cesarz Japonii             | - 897 Daigo 930                                |
| Kalif                      | - 892 Al-Mu’tadid 902                          |
| Król Khmerów               | - 889 Jaszowarman I 910                        |
| Wielki książę Kijowa       | - 882 Oleg Mądry 912                           |
| Patriarcha Konstantynopola | - 893 Antoni II Kauleas 901                    |
| Król Leónu                 | - 866 Alfons III Wielki 910                    |
| Król Mercji                | - 879 Aethelred 911                            |
| Król Nawarry               | - 880 Fortún Garcés 905                        |
| Król Norwegii              | - 872 Harald Pięknowłosy 930                   |
| Papież                     | - 898 Jan IX 900 - 900 Benedykt IV 903         |
| Książę Saksonii            | - 880 Otto Dostojny 912                        |
| Król Szkocji               | - 889 Donald II 900 - 900 Konstantyn II 943    |
| Doża Wenecji               | - 888 Pietro Tribuno 912                       |
| Książę Węgier              | - 896 Arpad 907                                |
| Książę wielkomorawski      | - 894 Mojmir II 906 - 894 Świętopełk II 906    |

Rok 900 / CM
stulecia: VIII wiek ~
IX wiek ~
X wiek

lata: 890 «
895 «
896 «
897 «
898 «
899 «
900
» 901
» 902
» 903
» 904
» 905
» 910

## Wydarzenia

### Miejsca

#### Imperium Arabskie
- Wiosna – siły pod dowództwem transoksańskiego emira Isma'il ibn Ahmad zwyciężyły w Balch (Północny Afganistan) nad Amrem ibn al-Layth; ten ostatni zostaje schwytany i wysłany do kalifa Al-Mu'tadida w Bagdadzie[1]. Dynastia Samanidów rządzi Khorasanem, a także Transoksanią[2]. Kilka miesięcy później Samanowcy podbili emirat Zaydida w Tabarystanie. To zwycięstwo zapoczątkowało rozproszenie miejscowych szyitów przez nową sunnicką potęgę.
- Wojna arabsko-bizantyjska: cesarz Leon VI rozpoczyna ofensywę przeciwko armii Abbasydów w Cylicji, Mezopotamii i Armenii. Kontynuuje także wojnę z muzułmanami na Sycylii i południowych Włoszech[3].
- Fatymidzi odrywają się od kalifatu Abbasydów i migrują do Afryki Północnej. Twierdzą, że są potomkami Fatimy bint Muhammad, córki islamskiego proroka Mahometa.
- Karmaci z Al-Bahrayn, pod Abū-Sa'id Jannābī, odnieśli wielkie zwycięstwo nad armią Abbasydów dowodzoną przez Al-Abbasa ibn 'Amra al-Ghanawi.

#### Europa
- Zbudowano gród plemienny w miejscowości Ewinów w Wielkopolsce[4].
- 4 lutego – możni wybrali na króla wschodniofrankońskiego Ludwika III Dziecię, syna cesarza Arnulfa. Najbardziej wpływowymi radnymi Ludwika są Hatto I, arcybiskup Moguncji i Salomon III – biskup Konstancji[5].
- Wiosna – Atenulf I, lombardzki książę Kapui, podbija Księstwo Benewentu. Pozbywa się księcia Radelchisa II i jednoczy dwie południowe księstwa Lombard w Mezzogiorno (południowe Włochy). Bizantyjczycy oferują strategiczny sojusz Atenulfowi, który kieruje kampanią przeciwko Saracenom. Osiedliły się nad brzegiem rzeki Garigliano. Stąd arabskie hordy przeprowadzały regularne najazdy[6].
- 8 czerwca – Edward Starszy (syn Alfreda Wielkiego) zostaje koronowany na króla Anglii w Kingston upon Thames[7].
- 17 czerwca – Baldwin II Łysy, hrabia Flandrii, zamordował Fulka Czcigodnego, biskupa Reims[8].
- 29 czerwca – Wenecjanie bronią się przed najeźdźcami madziarskimi w Rialto[9].
- Lato – Po śmierci żony Zoe Zoutzes cesarz bizantyjski Leon VI poślubia Eudokię Bajanę[10]
- Sierpień – Abdallah, syn aghlabidzkiego emira Ibrahima II, tłumi bunt swoich muzułmańskich poddanych, a następnie inicjuje kampanię przeciwko ostatnim bizantyńskim fortecom na Sycylii[3].
- 13 sierpnia – Zwentibold, król Lotaryngii, zostaje zabity w bitwie nad Mozą, walcząc ze swymi zbuntowanymi poddanymi, którzy następnie uznają Ludwika IV za prawowitego zwierzchnika[11]
- 12 października – Po najazdach Madziarów na Lombardię król Ludwik III Ślepy zostaje wezwany do Włoch przez szlachciców. Podbija Pawię, zmuszając króla Berengara I do ucieczki i zostaje Królem Włoch[12].
- Król Donald II zostaje zabity po 11 latach panowania. Jego następcą zostaje jego kuzyn Konstantyn II jako król Szkocji[13]; jego rządy będą trwały ponad 40 lat.
- Docibilis I z Gaety i jego Saraceńscy najemnicy podjęli nieudany atak na Kapuę[14].
- Po odrzuceniu propozycji sojuszu przez Bawarów, Węgrzy zaatakowali ten kraj, okupując Panonię, która do dziś pozostaje częścią państwa węgierskiego.

#### Azja
- 21 kwietnia – Namwaran i jego dzieci, Lady Angkatan i Bukah, otrzymują ułaskawienie od Lakana (władcy) Tondo, reprezentowanego przez Jayadewa, lorda ministra regionu Pila, który uwolnił ich od wszystkich swoich długów zapisanych w tzw. "Laguna Copperplate Inscription" (Filipiny).
- Maravarman Rajasimha II, król Pandy, zaczyna rządzić. Ciągle toczy wojnę z Cholą (swoim panem) i zostaje ostatnim władcą pierwszego imperium Pandy (Indie)[15].
- 1 grudnia – Imperator Zhao Zong zostaje zniesiony i zmuszony przez grupę eunuchów Tang prowadzonych przez Liu Jishu, by zrzec się tronu swojemu synowi, Księciu Li Yu (do 901).

#### Ameryka
- Okres postklasyczny: cywilizacja Majów, która rozkwitła przez około 650 lat na wyżynnych obszarach, 9obecnie Ameryka Środkowa), dobiega końca w wyniku wyczerpania zasobów rolnych lub działań wojennych pomiędzy około 40 rywalizującymi miastami-państwami. Wielkie kamienne piramidy, boiska i inne konstrukcje w takich miastach jak Tikal, Copán i Palenque są opuszczone i porośnięte dżunglą, podobny los spotka rzeźby Majów, którzy opracowali kalendarz oparty na niemal doskonałych astronomicznych pomiarach. Miasta takie jak Chichen Itza, Mayapan i Uxmal na wyżynach Półwyspu Jukatan będą nadal się rozwijać.
- W Peru ludzie z Lambayeque osiedlają się na obszarach wcześniej opracowanych przez Moche (przybliżona data).

### Wydarzenia tematyczne

#### Sztuka
- ok. 900-1230 – ludzie z plemienia Pueblo budują Pueblo Bonito w Kanion Chaco w Nowym Meksyku,

#### Religia
- Data dzienna nieznana:
  - W styczniu zmarł Papież Jan IX[16]
  - Hrabia Baldwin II Łysy po konflikcie z arcybiskupem Reims Fulkiem i jego zabójstwie został wyklęty przez papieża Benedykta IV.

#### Handel
- Na wschodnie wybrzeże Afryki ma wpływ handel, a arabscy, perscy i indyjscy kupcy mieszają się z rdzennym Bantu. Wiele przybrzeżnych Bantu przyjmuje islam, sięgając aż na południe, do Sofali (Mozambik).

#### Odkrycia
- Grenlandia zostaje odkryta przez Norseman Gunnbjörn Ulfsson, płynącego z Norwegii na Islandię: jest zestrzelony przez burzę i widzi kilka wysp u wybrzeży (przybliżona data).

#### Medycyna
Perski naukowiec Muhammad ibn Zakariya al-Razi odróżnia ospę od odry w trakcie swoich badań.

## Urodzili się
- Abū Ja'far al-Khāzin, perski astronom (zm. 971)
- Adaldag, arcybiskup Bremy (przybliżona data) (zm. 988)
- Berengar II, król Włoch (przybliżona data) (zm. 966)
- Bertold, książę Bawarii (przybliżona data) (zm. 947)
- Konrad, biskup Konstancji (przybliżona data) (zm. 975)
- Fujiwara no Saneyori, japoński mąż stanu (zm. 970)
- Gero, arcybiskup Kolonii (przybliżona data) (zm. 976)
- Gero, frankijski szlachcic (przybliżona data) (zm. 965)
- Jean de Gorze, frankisjki opat i dyplomata (zm. 974)
- Mord Fiddle, islandski farmer i znawca prawa (zm. 968)
- Nikodem z Mammoli, włoski mnich (zm. 990)
- Ramiro II, król Leónu (przybliżona data) (zm. 951)
- Ramwold, frankijski opat (przybliżona data) (zm. 1000)
- Ratbod, frankijski dowódca wojskowy, hrabia na Diessen-Andechs (przybliżona data) (zm. 953)
- Yang Pu, władca Wu (zm. 939)

## Zmarli
- Thiện Hội – wietnamski mistrz thiền ze szkoły vô ngôn thông.
- 17 czerwca – Fulko Czcigodny, arcybiskup Reims
- 13 sierpnia – Zwentibold, król imperium Lotaryngii (ur. 870)
- Donald II, król Piktów (Szkocja)
- Dongshan Shouchu, chiński nauczyciel Zen
- Eardulf, biskup Lindisfarne (data przybliżona)
- Fujiwara no Takafuji, japoński szlachcic (ur. 838)
- Ibn Abi Asim, Uczony muzułmańskich sunnitów (ur. 822)
- Jan IX, papież Kościoła katolickiego
- Lde-dpal-hkhor-btsan, Indyjski władca (ur. ok. 870)
- Litan, irlandzki opat (data przybliżona)
- Liu Chongwang, Kanclerz Dynastii Tang (ur. ok. 839)
- Li Zhirou, Kanclerz Dynastii Tang
- Merfyn ap Rhodri, król Powys (data przybliżona)
- Muhammad ibn Zayd, emir Tabarystanu (Północny Iran)
- Ono no Komachi, japoński poeta (data przybliżona) (ur. ok. 825)
- Tadg mac Conchobair, król Connacht (Irlandia)
- Wang Tuan, Kanclerz Dynastii Tang
- Wulfhere, arcybiskup York (data przybliżona)